# Орашени-Вале (Ботошани)
Орашени-Вале (рум. Orășeni-Vale) насеље је у Румунији у округу Ботошани у општини Куртешти. Oпштина се налази на надморској висини од 157 m.

## Становништво
Према подацима из 2002. године у насељу је живело 731 становника.

### Попис2002.
| Расподела становништва по националности 2002.‍ | Расподела становништва по националности 2002.‍ | Расподела становништва по националности 2002.‍ | Расподела становништва по националности 2002.‍ | Расподела становништва по националности 2002.‍ |
| --------------------------------------------- | --------------------------------------------- | --------------------------------------------- | --------------------------------------------- | --------------------------------------------- |
|                                               |                                               |                                               |                                               |                                               |
| Румуни                                        | Румуни                                        |                                               | 725                                           | 99,2%                                         |
| Роми                                          | Роми                                          |                                               | 6                                             | 0,8%                                          |